# Zelenîi Hai, Ivanivka
Zelenîi Hai (în ucraineană Зелений Гай) este un sat în comuna Ukraiinske din raionul Ivanivka, regiunea Herson, Ucraina.

## Demografie
Componența lingvistică a localității Zelenîi Hai
     Ucraineană (71,05%)
     Rusă (2,63%)
Conform recensământului din 2001, majoritatea populației localității Zelenîi Hai era vorbitoare de ucraineană (71,05%), existând în minoritate și vorbitori de armeană (7,89%) și rusă (2,63%).